# 四國鐵道文化館

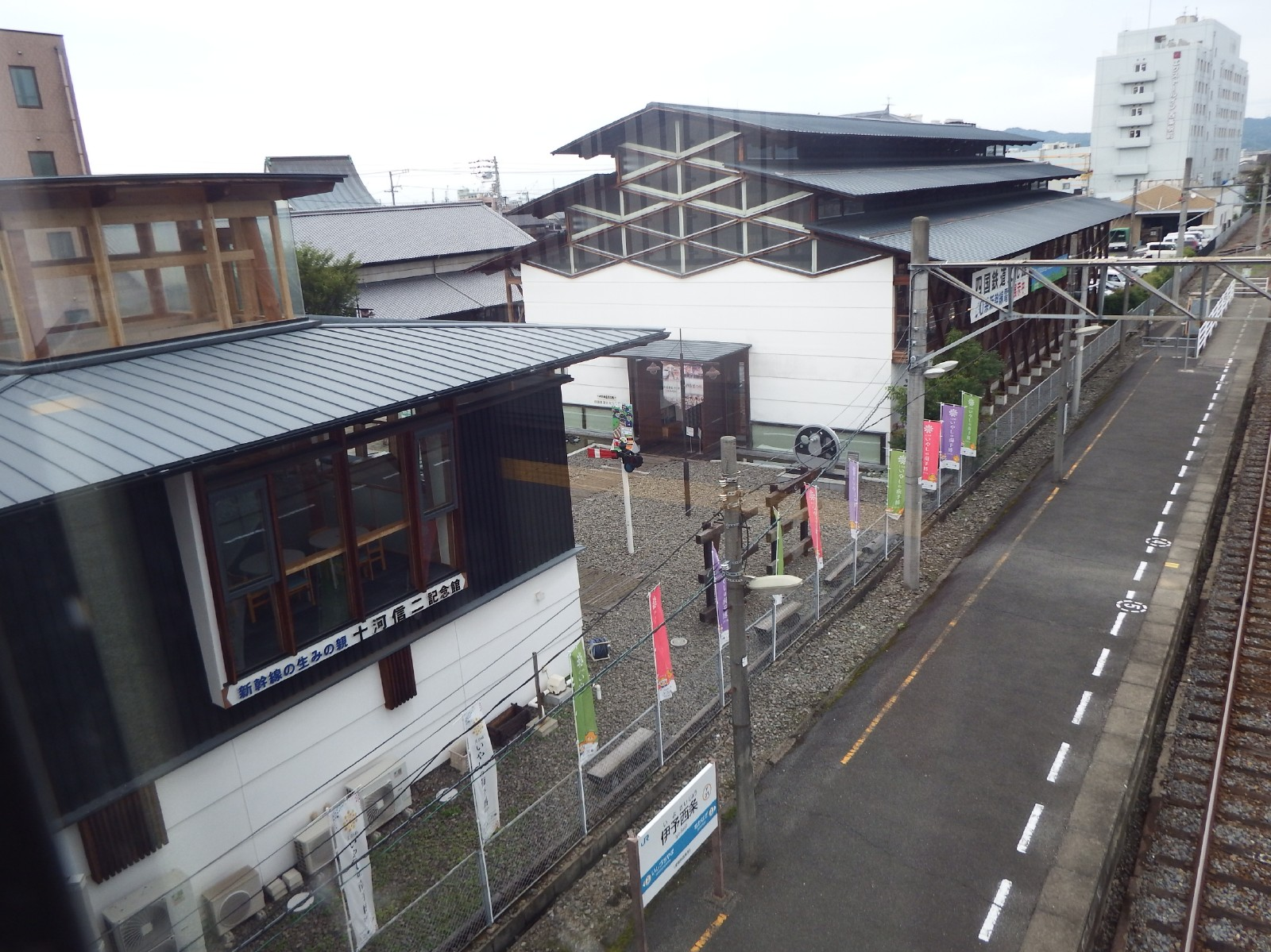
十河信二紀念館和西條市觀光交流中心和北館

四國鐵道文化館（日语：四国鉄道文化館、しこくてつどうぶんかかん）是位於日本愛媛縣西條市的一座鐵路博物館。這座博物館設於伊予西条車站旁，分為南北兩個部分，開業於2007年11月26日。2008年11月20日，博物館的參觀者達10萬人。2009年11月時達14萬人
。2014年7月20日，予讃線南側的南館開業。

## 外部連結
- 鉄道歴史パーク in SAIJO（页面存档备份，存于） - 西条市観光振興課

33°55′N 133°11′E / 33.91°N 133.19°E